# Kreen-Akarôre
Kreen-Akarore (Kreen-Akarôre, Kren-akarôre, Kren-Akororo, Krenakarore, Krenakore, Índios Gigantes, Krenhakore, Krenakore, Panara, Panará), pleme Gé Indijanaca naseljeno u nacionalnom parku Xingú u brazilskoj državi Mato Grosso; 122 (1995 AMTB), 250 (2004). Lovci, sdakupljači i obrađivači tla. Smatra se da su posljednji ostaci Južnih Kayapoa (Caiapós do Sul), koji su nekad u 18. stoljeću bili rasprostranjeni u sjevernom dijelu države São Paulo, Triângulo Mineira, južnog Goiás, istočnog Mato Grossa i jugoistočnog Mato Grosso do Sula. 
Južni Kayaposi su stradali tijekom dugih i krvavih borbi koje su vodili u 18. i 19. stoljeću protiv Portugalaca. Jedina preživjela skupina, Panará, povukli su se duboko u šume sjevernog Mato Grossa, odakle su 1975 preseljeni na Parque Indígena do Xingu. 

## Vanjske poveznice
- Panará (port.
- Panará (eng.)